# Cão-pastor-sardo
O cão-pastor-sardo também chamado de pastor-fonniense, é um cão italiano endêmico da Sardenha; e, apesar de levar o nome da região de Fonni, a sua presença é detectável em toda a ilha. 

## História
A primeira associação de fãs da raça foi fundada apenas em 1991; Obteve reconhecimento da Federação Cinológica Internacional em 2013, quando foi incluído no grupo 2, relativo a cães de tipo Pinscher e Schnauzer, Molossos e Boiadeiros Suíços. Excelente cão de guarda, tanto da propriedade e do gado. O pelo é desgrenhado, na cor cinza em vários tons, preto, ruão, tigrado e branco. Muitas vezes tem uma estrela branca no peito.
Em 1911-1912 foi usado pelo Exército Real durante a Guerra da Líbia.
Um estudo genômico, publicado no diário Genética, revelou as origens da raça e seus ancestrais, assim como para reconstruir a mais antiga migração humana para a Sardenha; em particular, esta espécie canina, não haveria nenhuma afinidade com as raças italianas, mas com os cães da Hungria (Komondor), e os galgos do Oriente Médio, incluindo o Saluki.

## Características
A altura na cernelha é de cerca de 55-60 cm para os machos, e um pouco menos para as fêmeas. Têm olhos expressivos que inspiram medo, é muito corajoso e desconfiado com estranhos. Em Fonni é conhecido simplesmente pelo nome de "ane" e acapiu.